# ВК Полет Сомбор
Ватерполо клуб Полет је ватерполо клуб из Сомбора, Србија. Клуб се сматра за наследника ватерполо клуба Сомборског спортског удружења основаног 1907. године, који је иначе био први ватерполо клуб на простору бивше Југославије. Тренутно се такмичи у Другој лиги Србије-група Север, трећем рангу такмичења.

## Успеси
- Првенство Југославије
  - Првак (3): 1921, 1922, 1924.
  - Други (2): 1923, 1928.

- Првенство Јужне Мађарске
  - Првак (1): 1913.

- Првенство Србије:
  - Првак (6): 1952, 1955, 1956, 1957, 1959, 1960.

- Првак Београда (1): 1938.